# Vuelta a Andalucía 2010
La Vuelta a Andalucía 2010, cinquantaseiesima edizione della corsa valevole come prova del circuito UCI Europe Tour 2010 categoria 2.1, si svolse in 5 tappe dal 21 al 25 febbraio 2010 per un percorso totale di 676,2 km, con partenza da Jaén ed arrivo ad Antequera. Fu vinto dall'australiano Michael Rogers del Team HTC-Columbia, che si impose in 18 ore 12 minuti e 16 secondi, alla media di 37,14 km/h.
Partenza a Jaén con 90 ciclisti, 61 dei quali conclusero la competizione.

## Tappe
| Tappa  | Data        | Percorso                            | km    | Vincitore di tappa | Leader cl. generale |
| ------ | ----------- | ----------------------------------- | ----- | ------------------ | ------------------- |
| 1ª     | 21 febbraio | Jaén > Puerto de La Guardia         | 159,2 | Sergio Pardilla    | Sergio Pardilla     |
| 2ª     | 22 febbraio | Villa de Otura > Cordova            | 182,2 | Óscar Freire       | Sergio Pardilla     |
| 3ª     | 23 febbraio | Marbella > Benahavís                | 162,5 | Óscar Freire       | Sergio Pardilla     |
| 4ª     | 24 febbraio | Malaga > Malaga (Cron. individuale) | 10,9  | Alex Rasmussen     | Michael Rogers      |
| 5ª     | 25 febbraio | Torrox > Antequera                  | 162,7 | Francisco Ventoso  | Michael Rogers      |
| Totale | Totale      | Totale                              | 676,2 |                    |                     |

## Squadre e corridori partecipanti
| N.    | Cod. | Squadra                       |
| ----- | ---- | ----------------------------- |
| 1-8   | RAB  | Rabobank                      |
| 11-18 | THR  | Team HTC-Columbia             |
| 21-28 | MRM  | Team Milram                   |
| 31-38 | VAC  | Vacansoleil Pro Cycling Team  |
| 41-48 | SKS  | Skil-Shimano                  |
| 51-58 | SKY  | Sky Professional Cycling Team |
| 61-68 | ACA  | Andalucía-Cajasur             |

| N.      | Cod. | Squadra              |
| ------- | ---- | -------------------- |
| 71-78   | OLO  | Omega Pharma-Lotto   |
| 81-88   | SAX  | Team Saxo Bank       |
| 91-98   | CMO  | Carmiooro-N.G.C.     |
| 101-108 | CCC  | CCC-Polsat Polkowice |
| 111-118 | CJR  | Caja Rural           |
| 121-128 | LAM  | Lampre-Farnese Vini  |

## Dettagli delle tappe

### 1ª tappa
- 21 febbraio: Jaén > Puerto de La Guardia – 159,2 km

Risultati
| Pos. | Corridore             | Squadra       | Tempo    |
| ---- | --------------------- | ------------- | -------- |
| 1    | Sergio Pardilla       | Carmiooro-NGC | 4h11'55" |
| 2    | Jurgen Van Den Broeck | Omega Pharma  | a 9"     |
| 3    | Damiano Cunego        | Lampre        | a 13"    |

| Pos. | Corridore             | Squadra       | Tempo    |
| ---- | --------------------- | ------------- | -------- |
| 1    | Sergio Pardilla       | Carmiooro-NGC | 4h11'55" |
| 2    | Jurgen Van Den Broeck | Omega Pharma  | a 9"     |
| 3    | Damiano Cunego        | Lampre        | a 13"    |

### 2ª tappa
- 22 febbraio: Villa de Otura > Cordova – 182,2 km

Risultati
| Pos. | Corridore      | Squadra      | Tempo    |
| ---- | -------------- | ------------ | -------- |
| 1    | Óscar Freire   | Rabobank     | 4h53'06" |
| 2    | Robert Wagner  | Skil-Shimano | s.t.     |
| 3    | Alex Rasmussen | Saxo Bank    | s.t.     |

| Pos. | Corridore             | Squadra       | Tempo    |
| ---- | --------------------- | ------------- | -------- |
| 1    | Sergio Pardilla       | Carmiooro-NGC | 9h05'01" |
| 2    | Jurgen Van Den Broeck | Omega Pharma  | a 9"     |
| 3    | Manuel Vázquez        | Andalucía     | a 13"    |

### 3ª tappa
- 23 febbraio: Marbella > Benahavís – 162,5 km

Risultati
| Pos. | Corridore     | Squadra        | Tempo    |
| ---- | ------------- | -------------- | -------- |
| 1    | Óscar Freire  | Rabobank       | 4h33'36" |
| 2    | Grega Bole    | Lampre         | s.t.     |
| 3    | Simon Gerrans | Sky Procycling | s.t.     |

| Pos. | Corridore             | Squadra       | Tempo     |
| ---- | --------------------- | ------------- | --------- |
| 1    | Sergio Pardilla       | Carmiooro-NGC | 13h38'37" |
| 2    | Jurgen Van Den Broeck | Omega Pharma  | a 9"      |
| 3    | Manuel Vázquez        | Andalucía     | a 13"     |

### 4ª tappa
- 24 febbraio: Malaga – Cronometro individuale – 10,9 km

Risultati
| Pos. | Corridore       | Squadra      | Tempo  |
| ---- | --------------- | ------------ | ------ |
| 1    | Alex Rasmussen  | Saxo Bank    | 12'59" |
| 2    | Bradley Wiggins | Sky          | a 5"   |
| 3    | Tony Martin     | HTC-Columbia | a 7"   |

| Pos. | Corridore             | Squadra       | Tempo     |
| ---- | --------------------- | ------------- | --------- |
| 1    | Michael Rogers        | HTC-Columbia  | 13h52'09" |
| 2    | Jurgen Van Den Broeck | Omega Pharma  | a 19"     |
| 3    | Sergio Pardilla       | Carmiooro-NGC | a 30"     |

### 5ª tappa
- 25 febbraio: Torrox > Antequera – 161,4 km

Risultati
| Pos. | Corridore         | Squadra       | Tempo    |
| ---- | ----------------- | ------------- | -------- |
| 1    | Francisco Ventoso | Carmiooro-NGC | 4h20'05" |
| 2    | Simon Gerrans     | Sky           | s.t.     |
| 3    | Michael Rogers    | HTC-Columbia  | a 2"     |

| Pos. | Corridore             | Squadra       | Tempo     |
| ---- | --------------------- | ------------- | --------- |
| 1    | Michael Rogers        | HTC-Columbia  | 18h12'16" |
| 2    | Jurgen Van Den Broeck | Omega Pharma  | a 19"     |
| 3    | Sergio Pardilla       | Carmiooro-NGC | a 30"     |

## Evoluzione delle classifiche
| Tappa              | Vincitore          | Classifica generale | Classifica scalatori | Classifica a punti | Classifica traguardi volanti | Classifica combinata  | Classifica spagnoli | Classifica a squadre |
| ------------------ | ------------------ | ------------------- | -------------------- | ------------------ | ---------------------------- | --------------------- | ------------------- | -------------------- |
| 1ª                 | Sergio Pardilla    | Sergio Pardilla     | Sergio Pardilla      | Sergio Pardilla    | Jesús Rosendo                | Sergio Pardilla       | Sergio Pardilla     | Omega Pharma-Lotto   |
| 2ª                 | Óscar Freire       | Sergio Pardilla     | Sergio Pardilla      | Sergio Pardilla    | Jesús Rosendo                | Sergio Pardilla       | Sergio Pardilla     | Omega Pharma-Lotto   |
| 3ª                 | Óscar Freire       | Sergio Pardilla     | Brice Feillu         | Óscar Freire       | Jesús Rosendo                | Sergio Pardilla       | Sergio Pardilla     | Omega Pharma-Lotto   |
| 4ª                 | Alex Rasmussen     | Michael Rogers      | Brice Feillu         | Óscar Freire       | Jesús Rosendo                | Jurgen Van Den Broeck | Sergio Pardilla     | Team Saxo Bank       |
| 5ª                 | Francisco Ventoso  | Michael Rogers      | Brice Feillu         | Óscar Freire       | Jesús Rosendo                | Sergio Pardilla       | Sergio Pardilla     | Team Saxo Bank       |
| Classifiche finali | Classifiche finali | Michael Rogers      | Brice Feillu         | Óscar Freire       | Jesús Rosendo                | Sergio Pardilla       | Sergio Pardilla     | Team Saxo Bank       |

## Classifiche finali

### Classifica generale
| Pos. | Corridore             | Squadra       | Tempo     |
| ---- | --------------------- | ------------- | --------- |
| 1    | Michael Rogers        | HTC-Columbia  | 18h12'16" |
| 2    | Jurgen Van Den Broeck | Omega Pharma  | a 19"     |
| 3    | Sergio Pardilla       | Carmiooro-NGC | a 30"     |
| 4    | Jens Voigt            | Saxo Bank     | a 31"     |
| 5    | Bauke Mollema         | Rabobank      | a 35"     |
| 6    | Maxime Monfort        | HTC-Columbia  | a 38"     |
| 7    | Gustav Larsson        | Saxo Bank     | a 44"     |
| 8    | Manuel Vázquez        | Andalucía     | a 46"     |
| 9    | Linus Gerdemann       | Team Milram   | s.t.      |
| 10   | Thomas Löfkvist       | Sky           | a 50"     |

### Classifica a punti
| Pos. | Corridore         | Squadra       | Punti |
| ---- | ----------------- | ------------- | ----- |
| 1    | Óscar Freire      | Rabobank      | 50    |
| 2    | Michael Rogers    | HTC-Columbia  | 44    |
| 3    | Jens Voigt        | Saxo Bank     | 42    |
| 4    | Francisco Ventoso | Carmiooro-NGC | 37    |
| 5    | Simon Gerrans     | Sky           | 36    |

### Classifica scalatori
| Pos. | Corridore        | Squadra       | Punti |
| ---- | ---------------- | ------------- | ----- |
| 1    | Brice Feillu     | Vacansoleil   | 46    |
| 2    | José Ángel Gómez | Andalucía     | 20    |
| 3    | Laurent Beuret   | Carmiooro-NGC | 12    |
| 4    | Bradley Wiggins  | Sky           | 11    |
| 5    | Sergio Pardilla  | Carmiooro-NGC | 10    |

### Classifica traguardi volanti
| Pos. | Corridore         | Squadra     | Tempo |
| ---- | ----------------- | ----------- | ----- |
| 1    | Jesús Rosendo     | Andalucía   | 15    |
| 2    | Brice Feillu      | Vacansoleil | 4     |
| 3    | Stéphane Rossetto | Vacansoleil | 4     |
| 4    | Marco Marzano     | Lampre      | 3     |
| 5    | Ángel Vicioso     | Andalucía   | 3     |

### Classifica a squadre
| Pos. | Squadra            | Tempo     |
| ---- | ------------------ | --------- |
| 1    | Team Saxo Bank     | 54h38'16" |
| 2    | Omega Pharma-Lotto | a 54"     |
| 3    | Team HTC-Columbia  | a 1'31"   |
| 4    | Andalucía-Cajasur  | a 1'44"   |
| 5    | Team Milram        | a 2'11"   |